# 오피스 키타노
주식회사 오피스 키타노(株式会社 オフィス北野)는 일본의 연예 기획사이자 영화 제작사이다. 본사는 도쿄도 미나토구 아카사카에 있다.

## 영화
- 《그 여름 가장 조용한 바다》 (1991, 제작)
- 《소나티네》 (1993, 기획협력)
- 《모두 하고 있습니까》 (1995, 제작)
- 《키즈 리턴》 (1996, 제작·배급)
- 《하나비》 (1997, 제작)
- 《기쿠지로의 여름》 (1999, 제작·배급)